# Neuer Teich (Gernrode)
Der Neue Teich nahe Gernrode im sachsen-anhaltischen Landkreis Harz ist ein alter Stauteich im Harz. In ihm wird der Steinbach gestaut; die Vorfluter sind die Bode und die Saale. Den Teich entwässert der Hagentalbach, der weiter abwärts die bei und in Gernrode gelegenen Stillgewässer Mensingteich und Hagenteich speist.
Er ist im örtlichen Denkmalverzeichnis unter der Erfassungsnummer 094 21198 als Kunstteich eingetragen. Oberhalb des Neuen Teichs befinden sich die Böhmischen Wiesen, in denen sich das von Heinrich Deist angelegte, heute weitgehend verlandete Gewässer Deist befindet.

## Geschichte

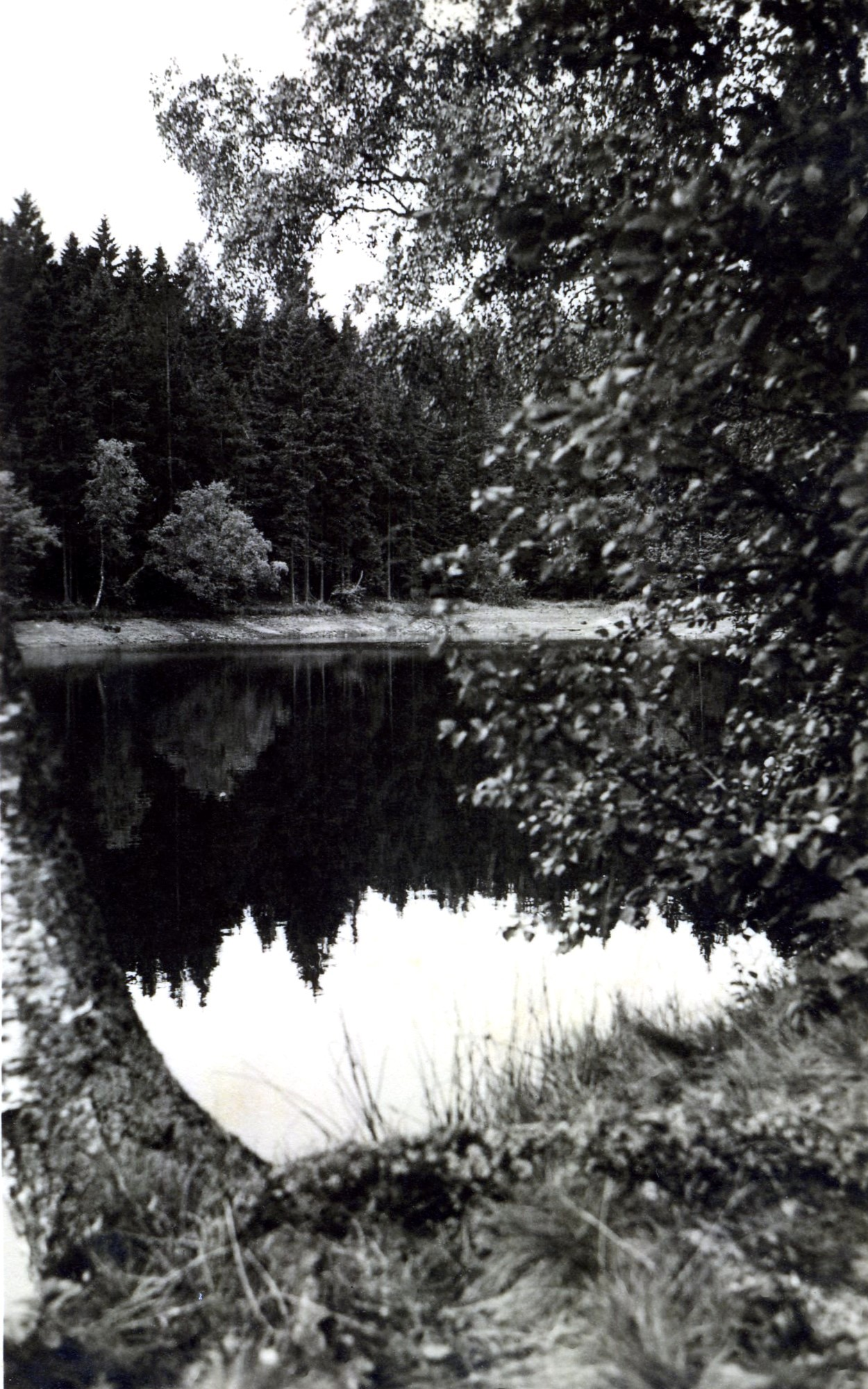
Silberteich im August 1940

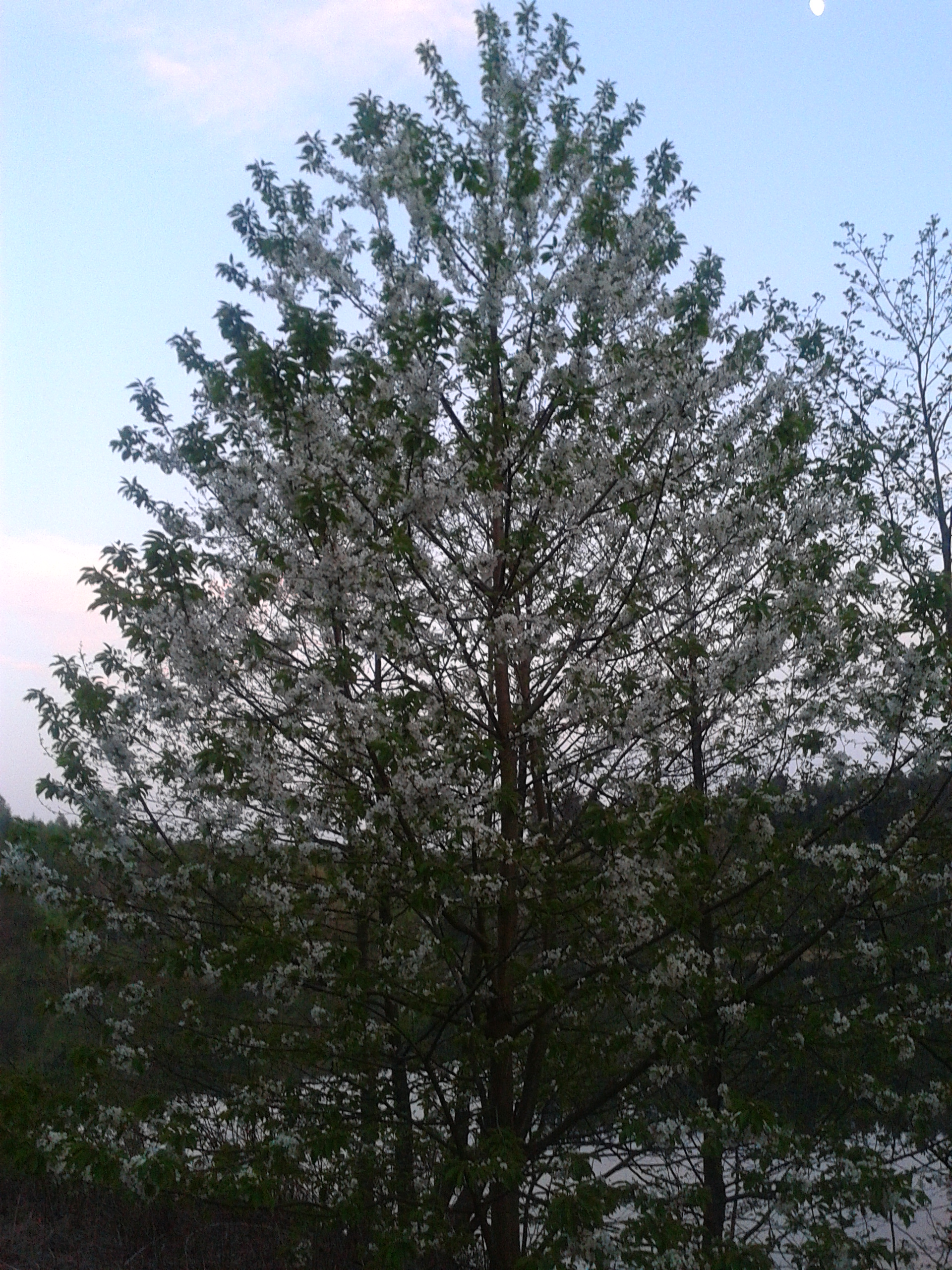
Kirschbaum am Teichufer

Der Teich trug bis in die 1. Hälfte des 20. Jahrhunderts auf Grund seines sauberen Wassers den Namen Silberteich. Er diente als Stauteich für das ehemalige Bergwerk Alte Grube auf der Hohen Warte.
Bis zum Jahr 1962 wurde der Teich als Trinkwasserspeicher für Gernrode genutzt. Seitdem erhält der Ort sein Trinkwasser von der Rappbode-Talsperre.
Nach einem heftigen Regen im Jahr 1976 brach der Damm des Teiches und die Wassermassen flossen bis in das 3,5 km entfernte Gernrode. Nach dieser Katastrophe wurde der Damm verstärkt und mit einem Überlaufsystem ausgestattet. Am Damm erreicht der Teich seine größte Stautiefe mit 12 m.
An dem Teich sind Wassersport und Baden verboten. Eine ursprünglich am Ostufer stehende Schutzhütte ist nicht mehr vorhanden.